# Nina Smolejeva
Nina Smolejeva, född 28 mars 1948 i Volchov, är en före detta sovjetisk volleybollspelare.
Smolejeva blev olympisk guldmedaljör i volleyboll vid sommarspelen 1968 i Mexico City.